# Antti Kangas
Antti Kangas, född 12 januari 1987 i Sievi, är en finländsk lantbruksföretagare och politiker (Sannfinländarna). Han är ledamot av Finlands riksdag sedan 2023.
Kangas blev invald i riksdagsvalet 2023 med 5 566 röster från Uleåborgs valkrets.